# Seututie 313
Pour les articles homonymes, voir Route 313.
La route régionale 313 (finnois : Seututie 313) est une route régionale allant de Vierumäki jusqu'à Vääksy en Finlande,.

## Seututie 313
Longue de 24 kilomètres et la Seututie 313 va du village de Vierumäki à Heinola jusqu'au village de Vääksy à Asikkala. 
La Seututie 313 est reliée à la Valtatie 4 à l'échangeur de Vierumäki et elle croise plusieurs fois la Valtatie 24.
Une ligne de bus relie Vierumäki à travers les villages d'Urajärvi et de Vesivehmaa à Asikkala, à l'agglomération de Vääksy.

## La route intérieure du Salpausselkä
Les routes régionales 313, 363, 369 et 367 forment un itinéraire presque uniforme du Salpausselkä de Vääksy à Savitaipale. 
Il existe plusieurs destinations populaires à proximité de la route, telles que le canal de Vääksy, la forge de Verla, l'institut finlandais des sports de Vierumäki, Vuolenkoski, le canal de Kimola et le parc national de Repovesi, ainsi que les aéroports de Vesivehmaa et Selänpää.